# Publicité extérieure

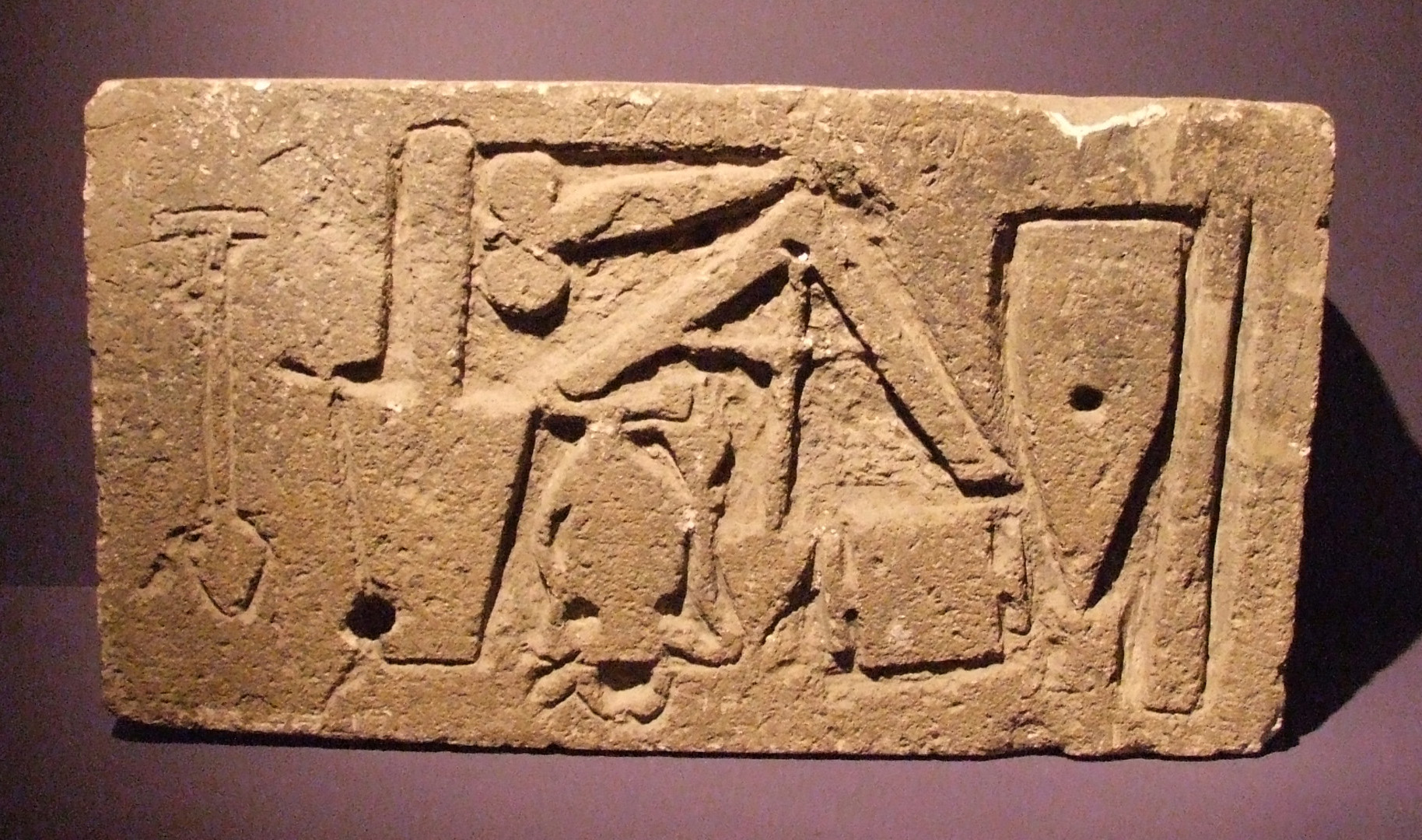
Exemple d'enseigne antique, représentant les attributs de Diogenes Structor, entrepreneur en maçonnerie, représenté par ses outils (fil à plomb, pic, truelle, compas...)

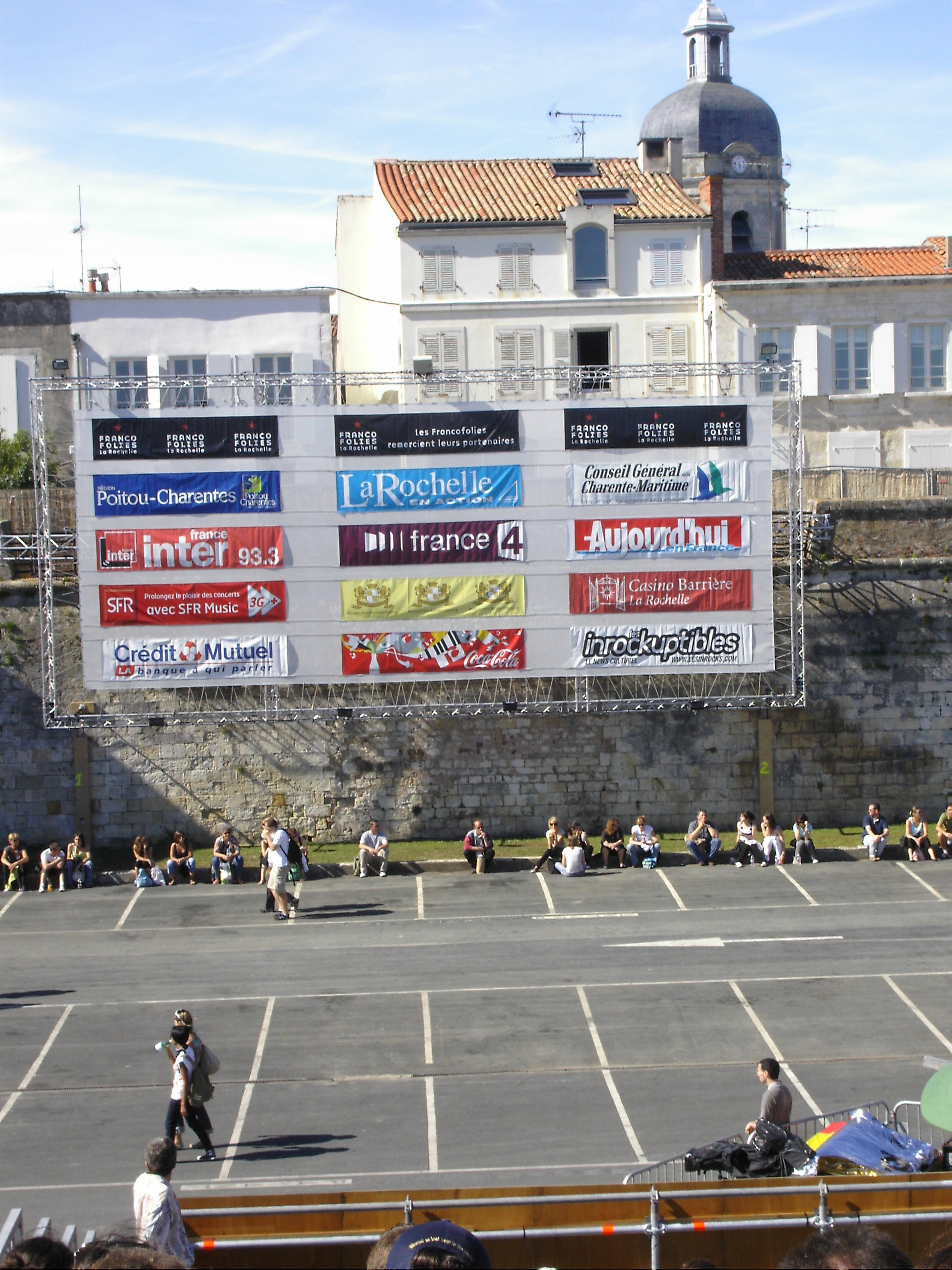
Affichage publicitaire (sponsors) lors d'un concert (Francofolies de La Rochelle)

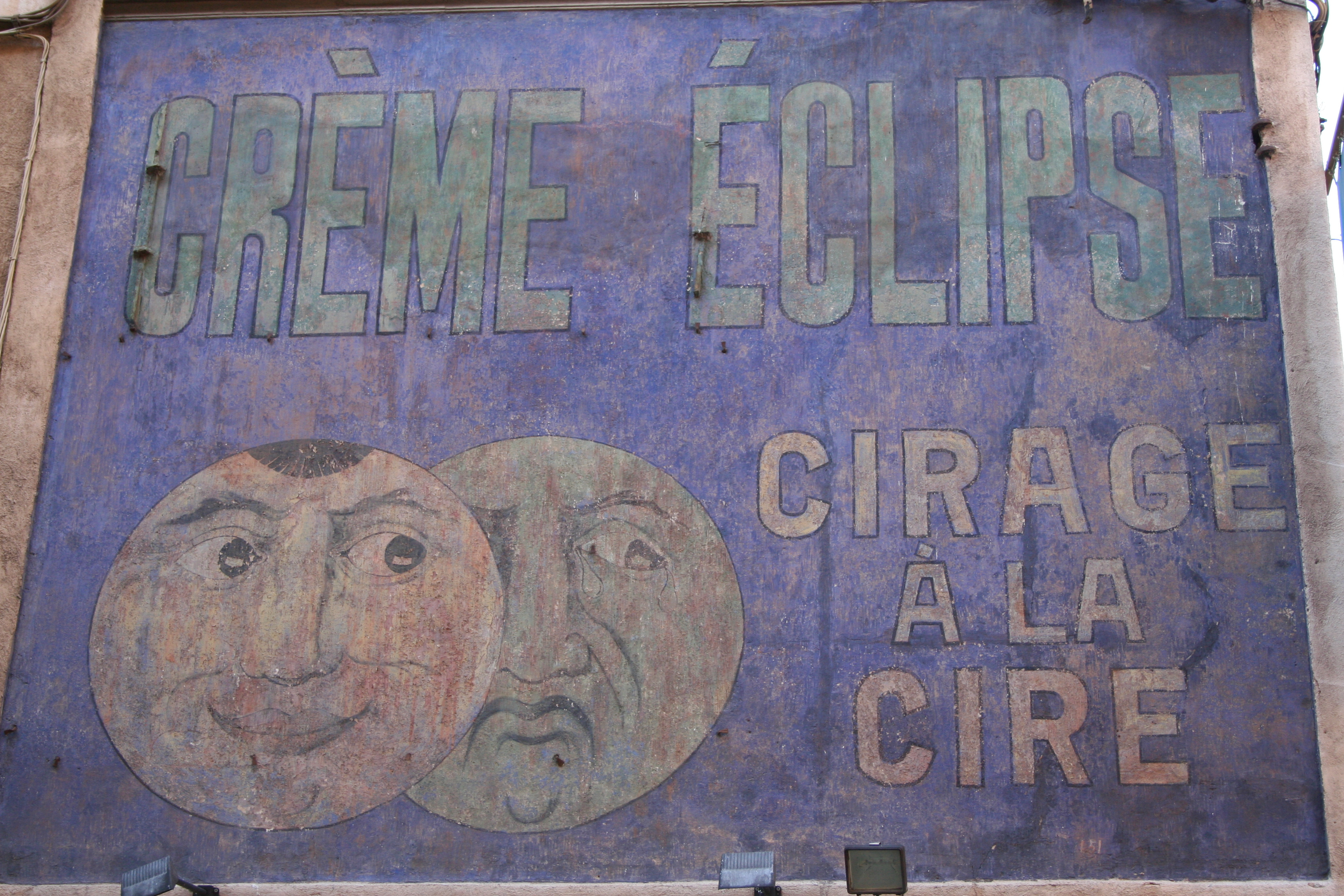
Exemple de publicité extérieure murale (Provence, France)

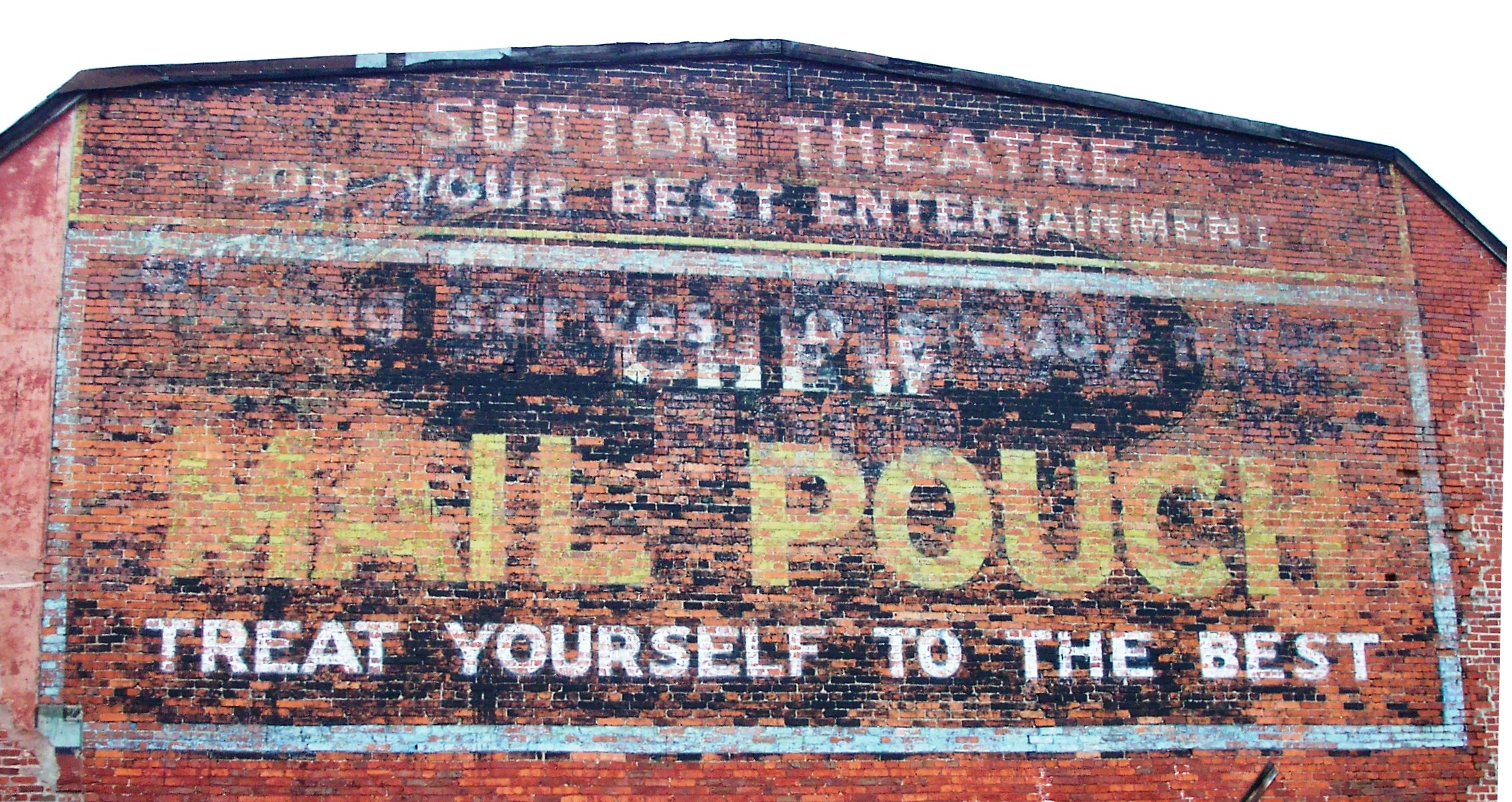
Exemple de publicité murale pour une marque américaine de tabac à chiquer

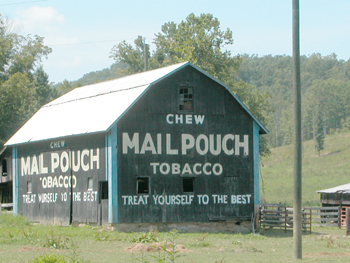
Même publicité que précédemment, mais occupant toutes les surfaces disponibles

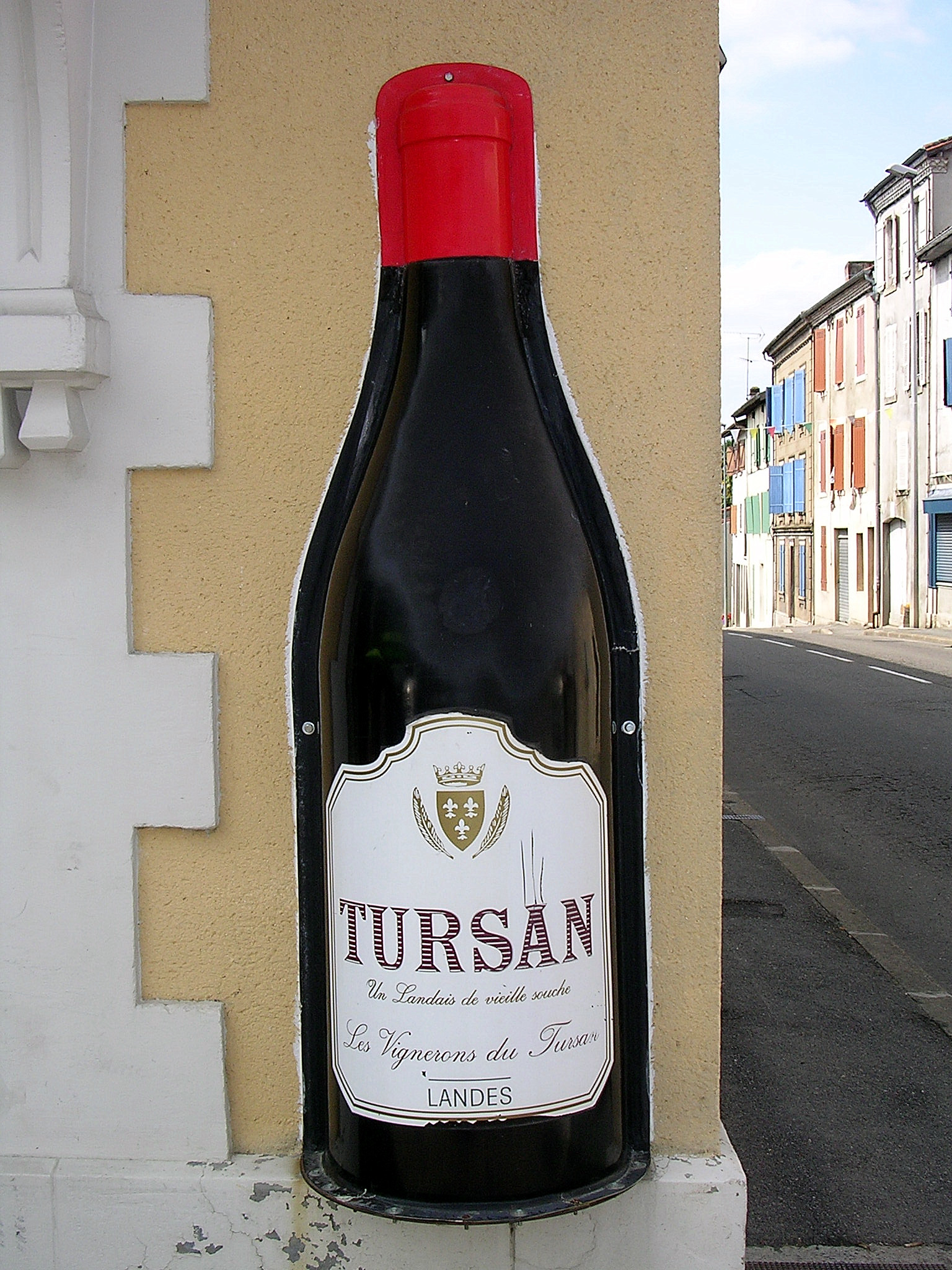
Dispositif 3xD publicitaire pour de l'alcool, dans l'espace public (juillet 2008)

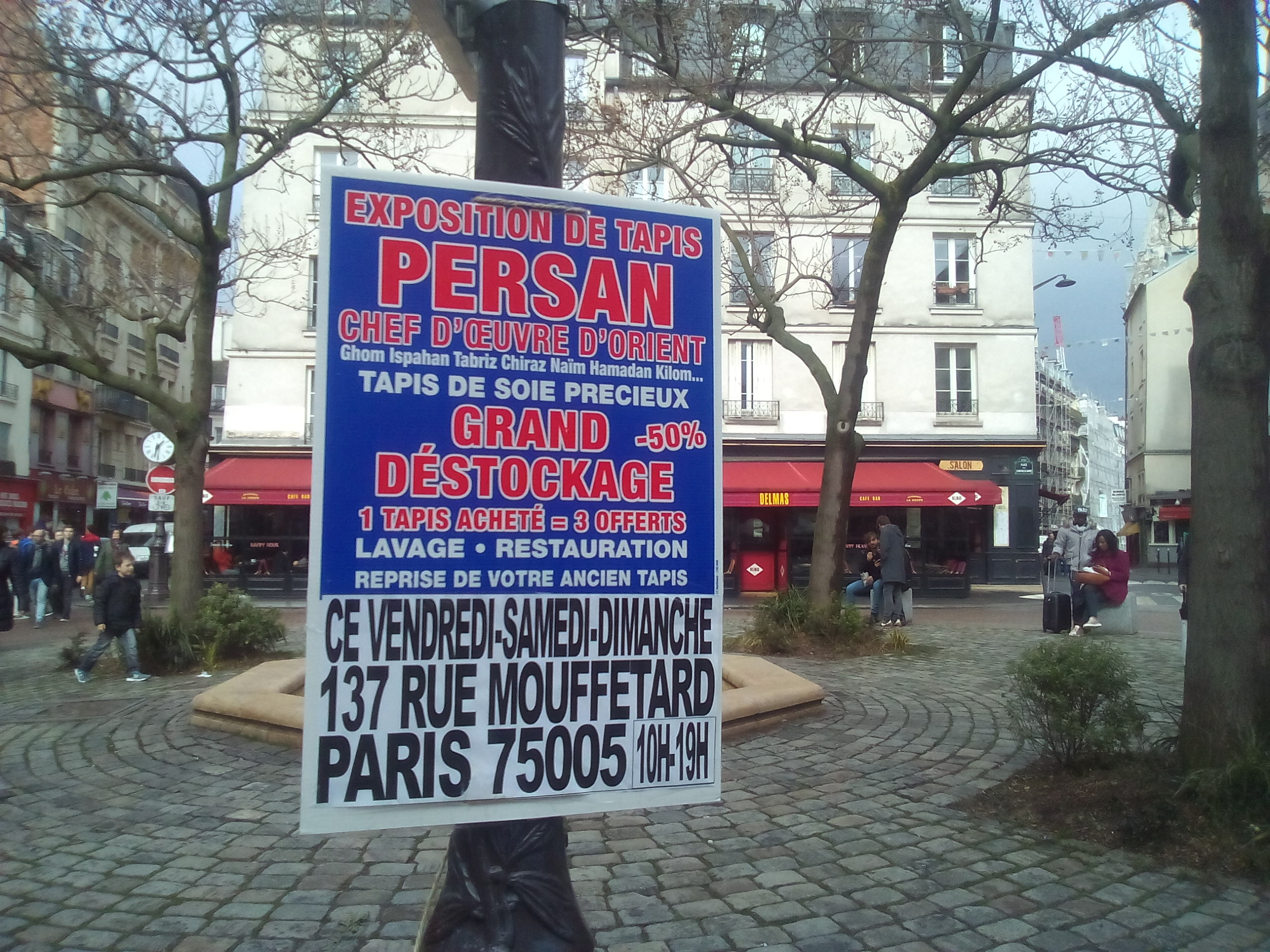
L'affichage sauvage (à ne pas confondre avec l'affichage libre) est l'un des vecteurs de la publicité extérieure (place de la Contrescarpe, Paris)

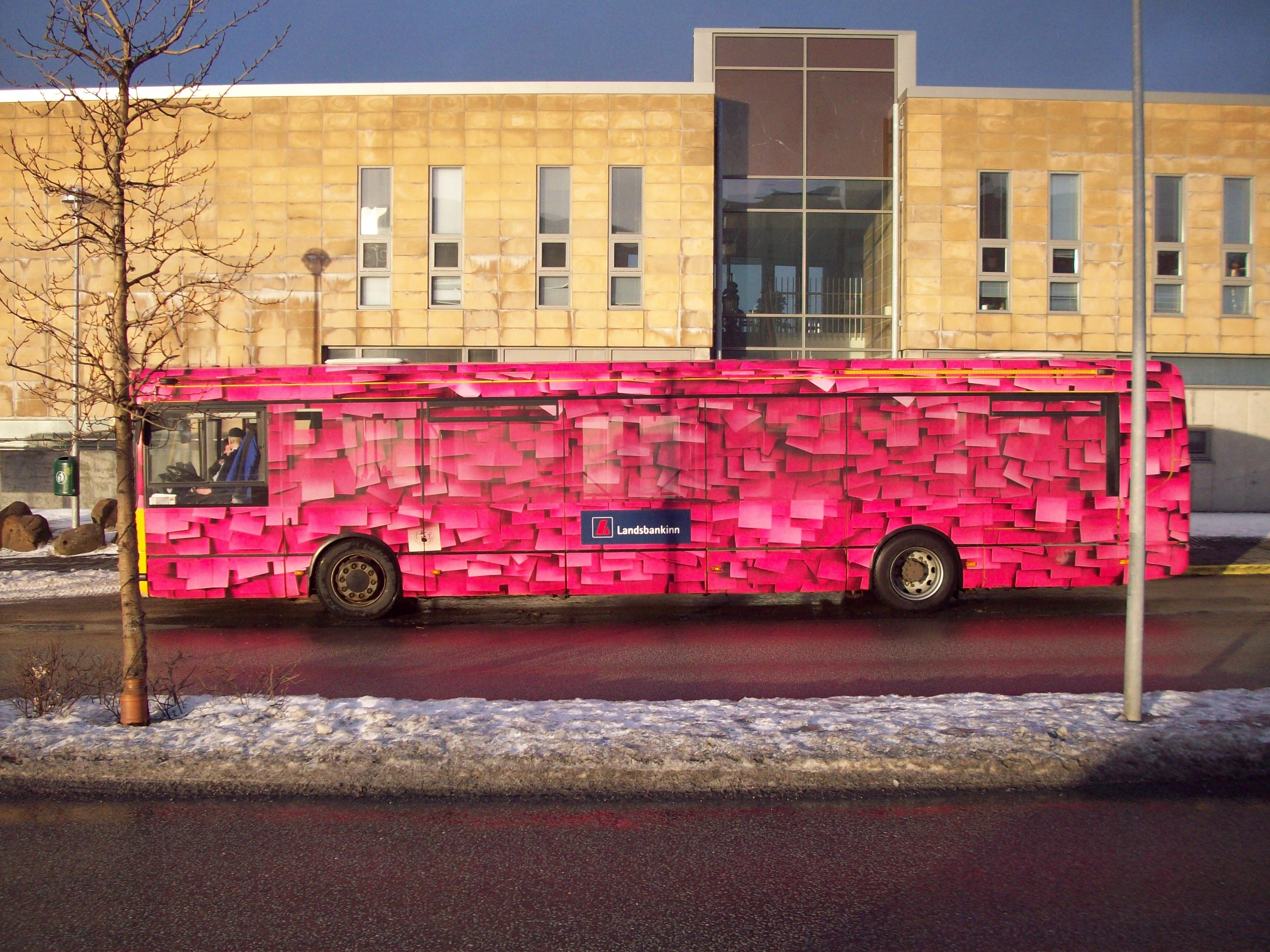
Autobus de transport public transformé en véhicule publicitaire portant de la réclame.

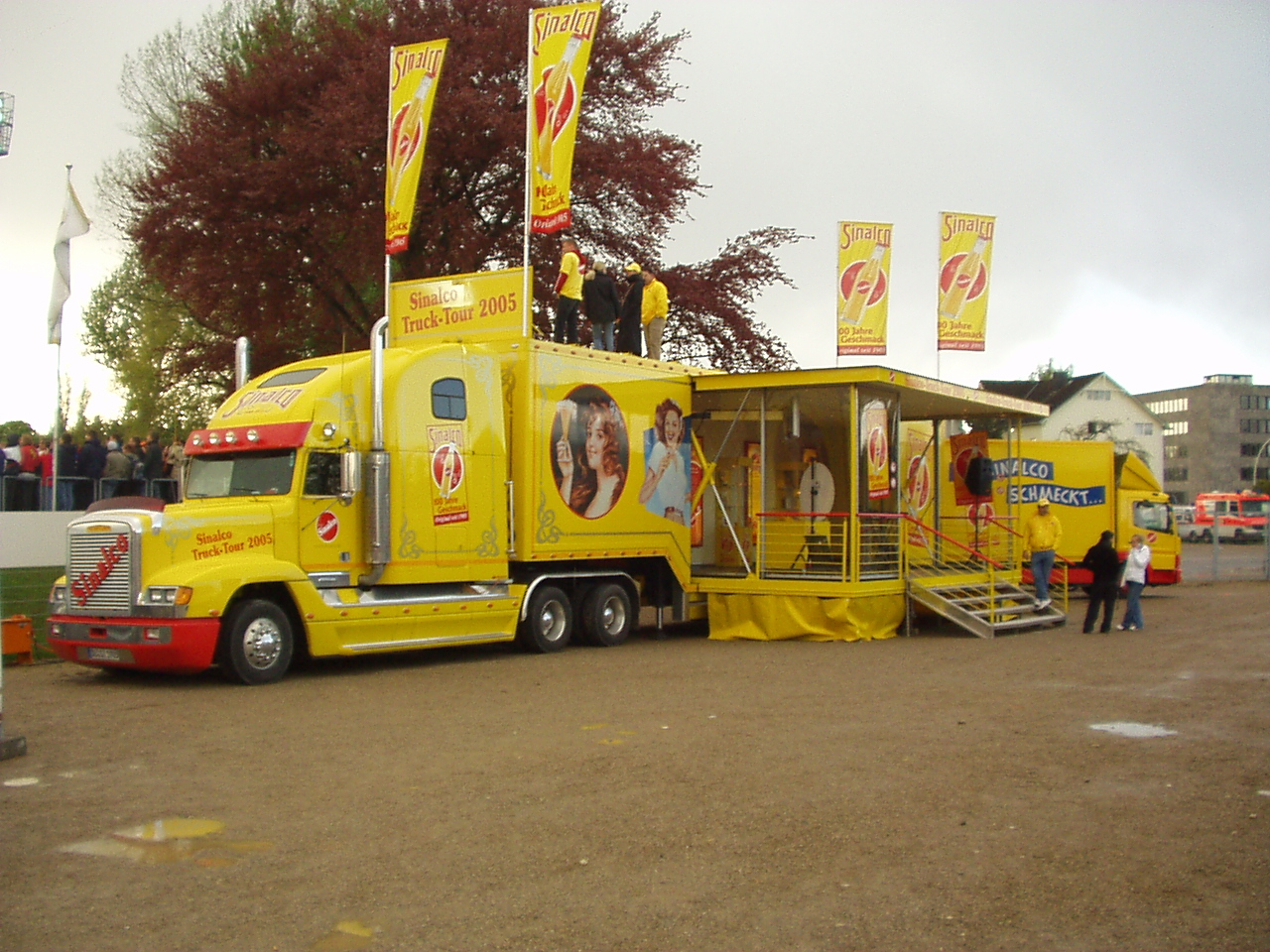
Véhicule publicitaire de Sinalco

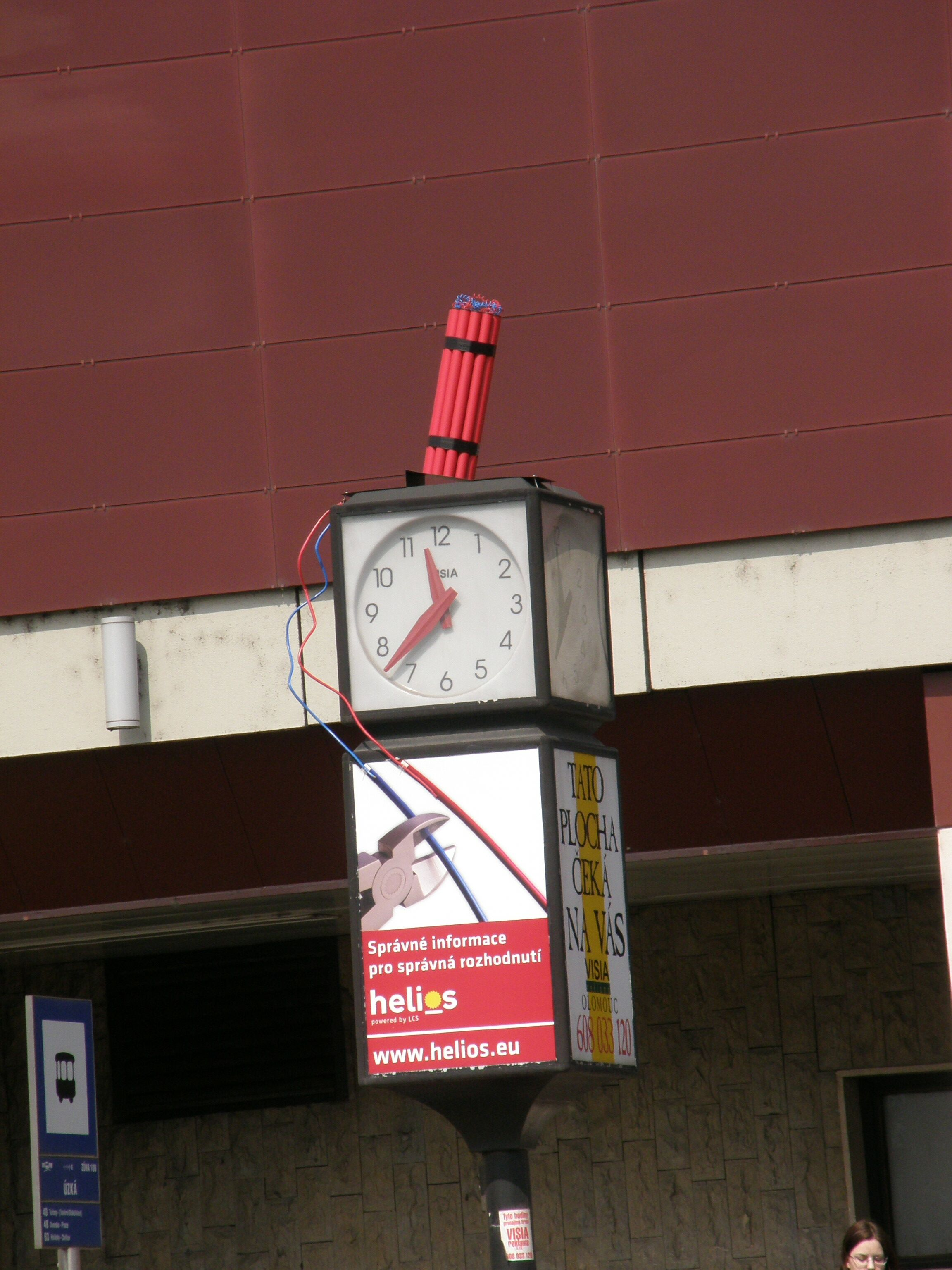
Exemple de mobilier urbain (Horloge) imposant à celui qui veut lire l'heure de recevoir un message publicitaire qui peut être perçu comme humoristique ou agressif (Brno)

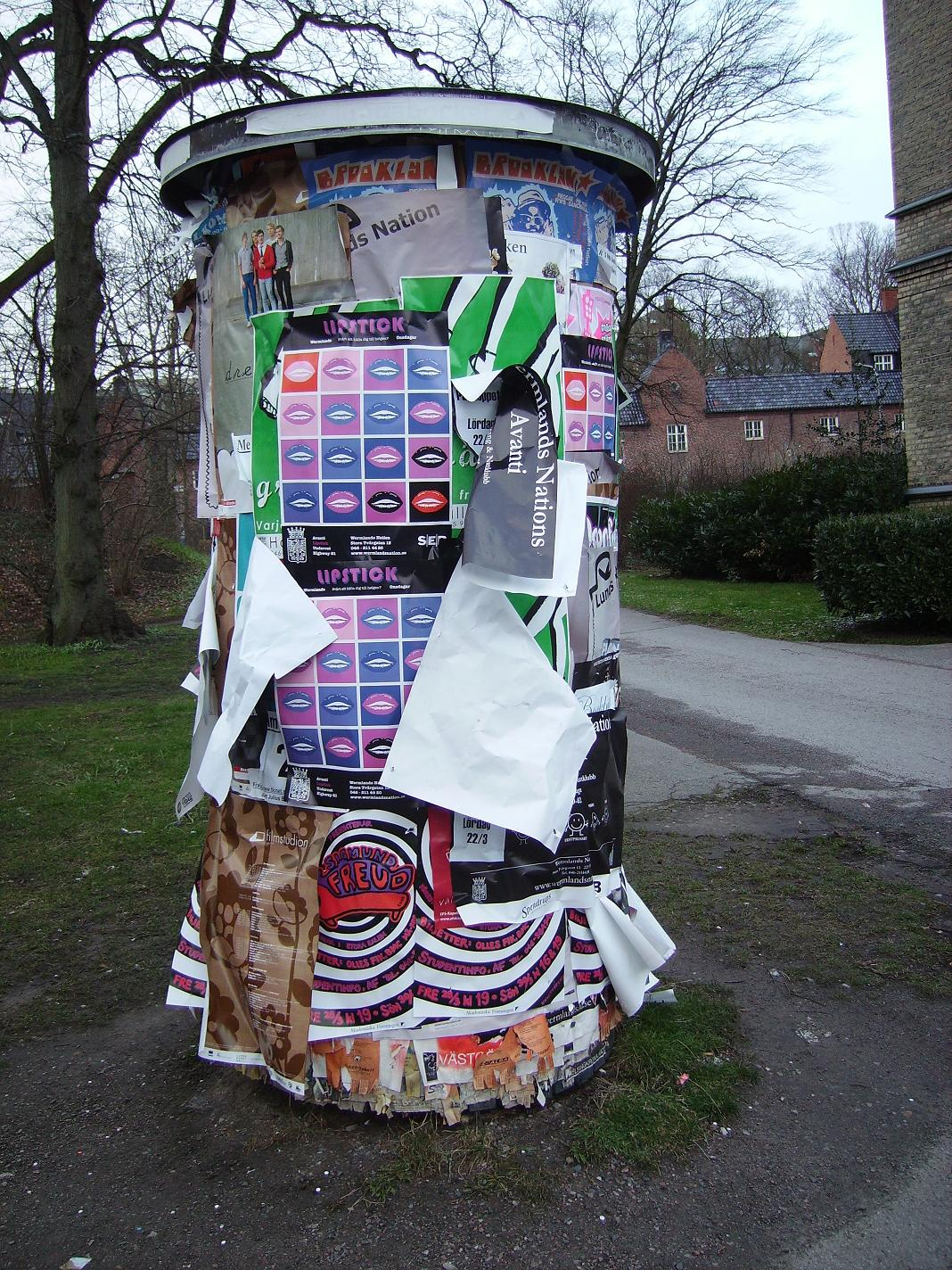
Exemple de mobilier urbain destiné à l'affichage, mais mal entretenu

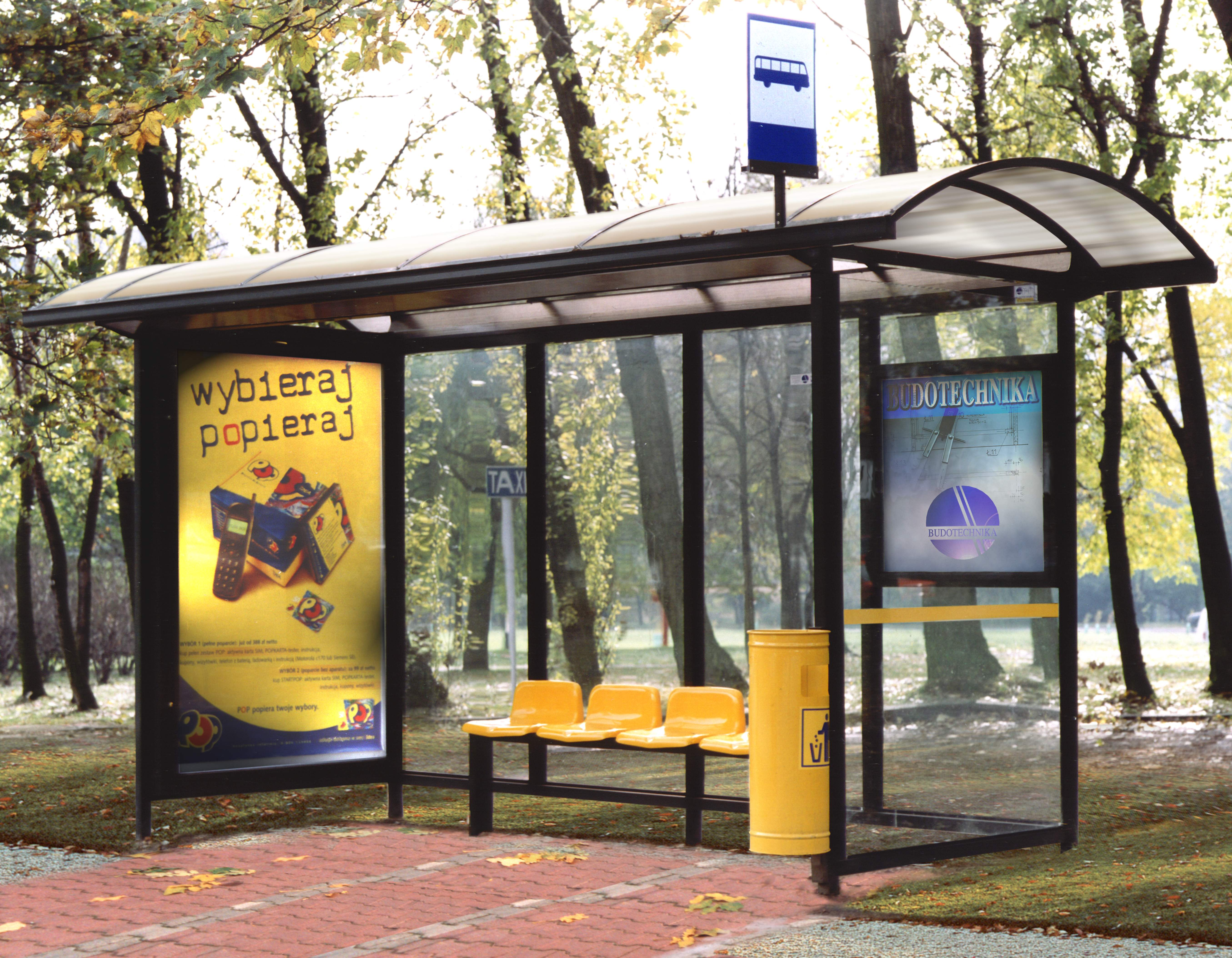
chacun peut s'abriter de la pluie dans cet abri, mais non échapper à la publicité

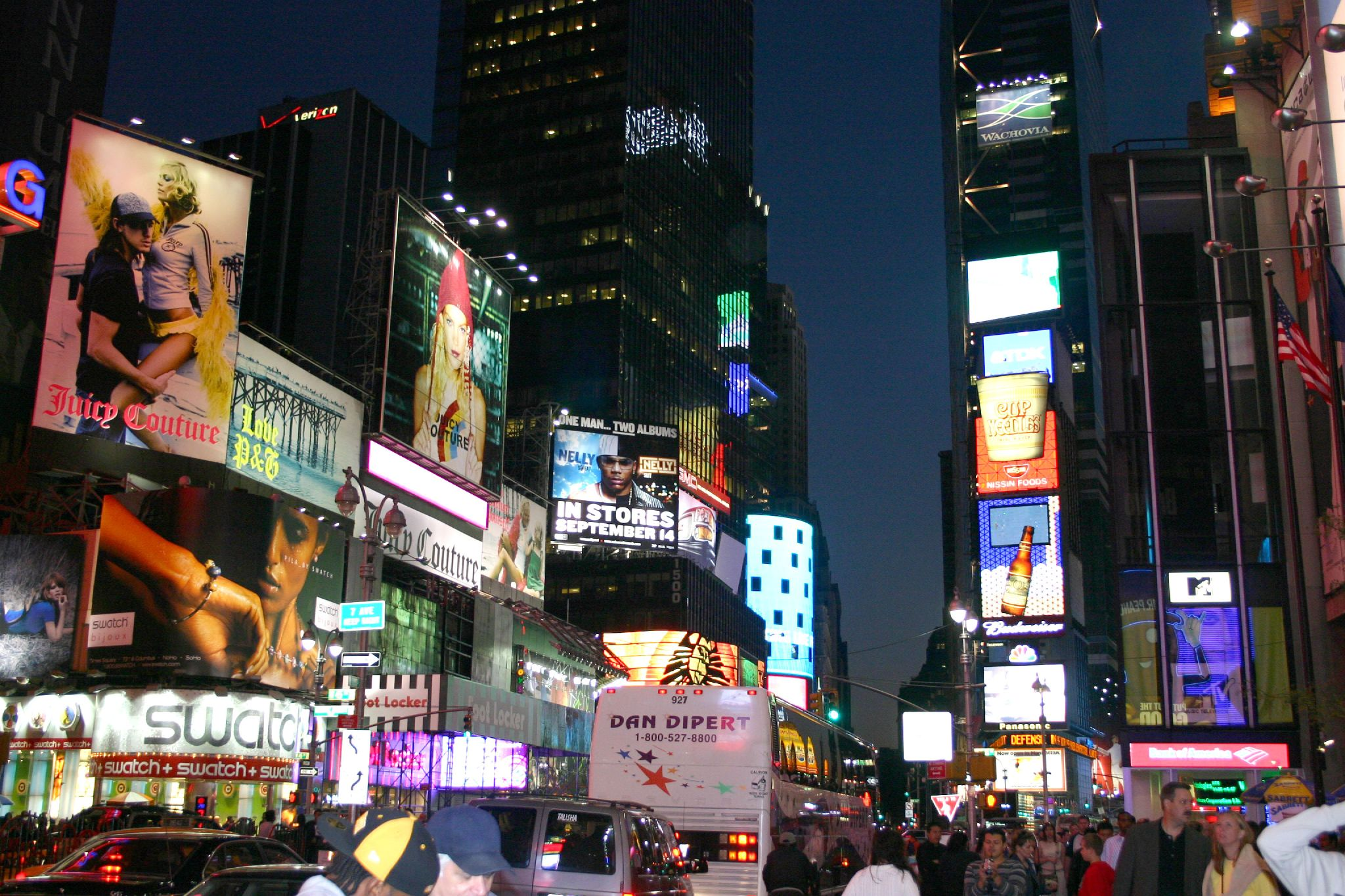
L'affichage lumineux, mobile ou clignotant est un autre moyen de chercher à imposer un message commercial. Il contribue à l'intrusion lumineuse et à la pollution lumineuse. L'exemple de Times Square à New York.

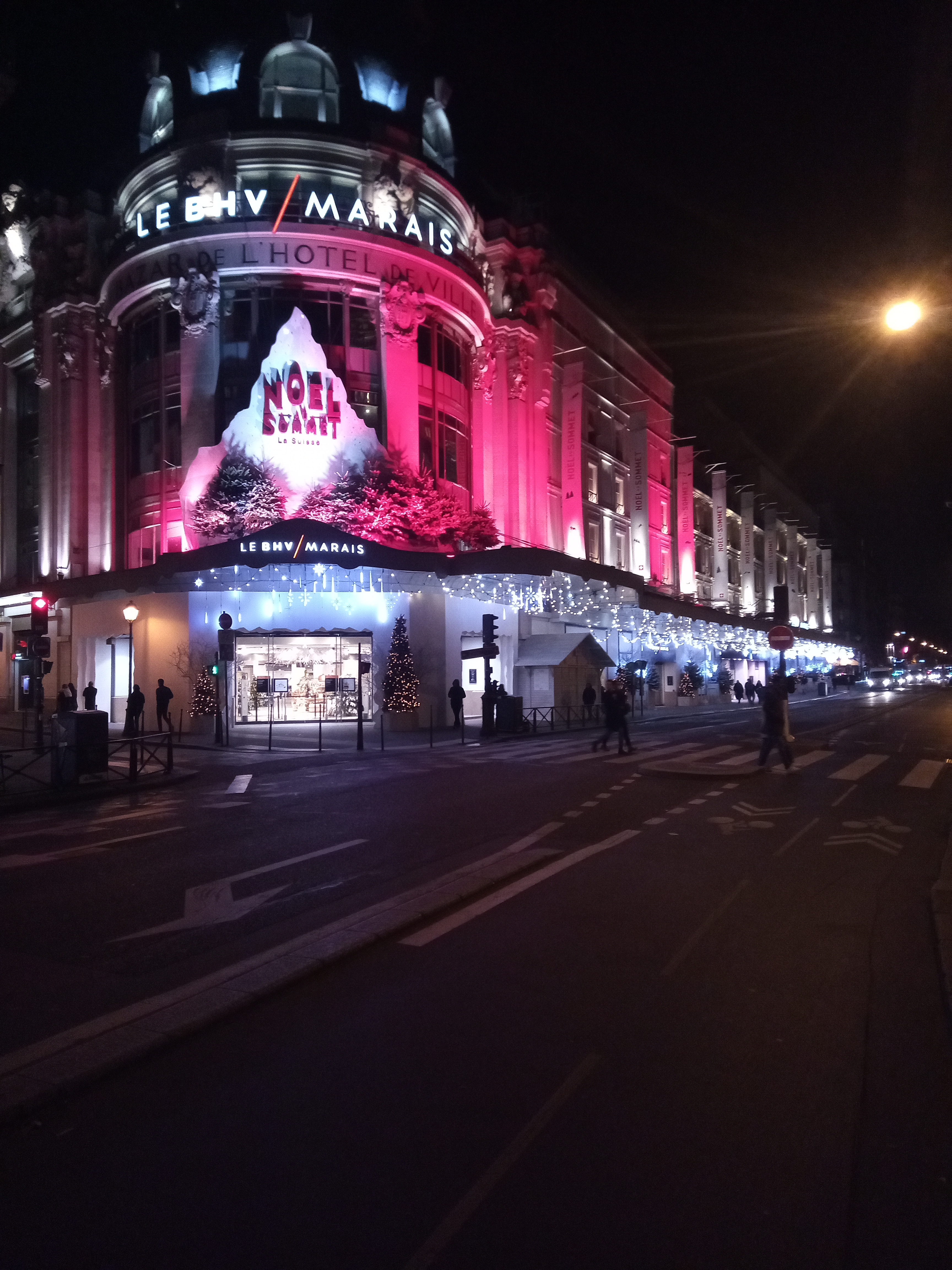
Le BHV : les grands magasins et l'augmentation de la publicité lumineuse à l'approche des fêtes

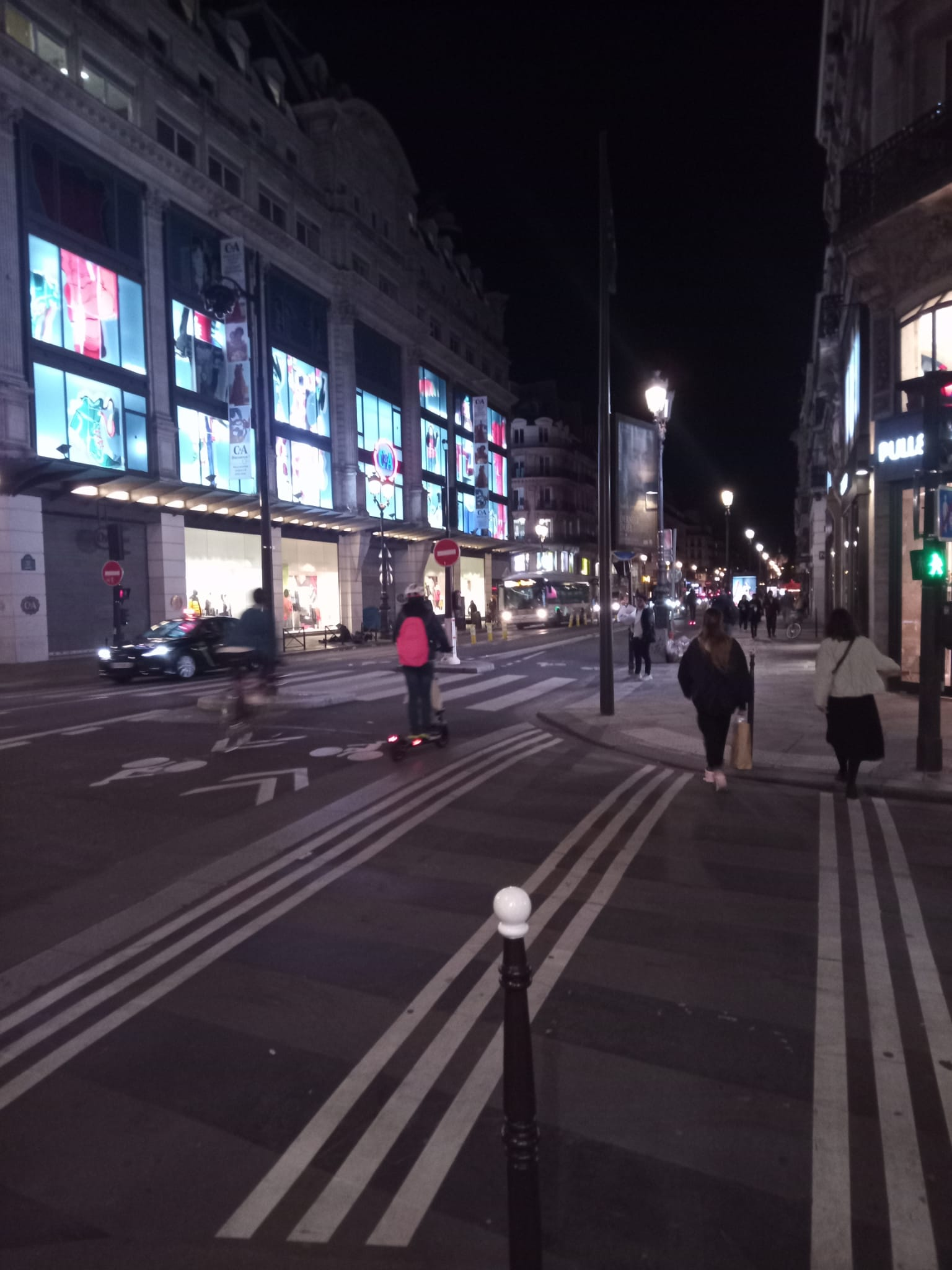
Les écrans géants des magasins, demeurants allumés toute la nuit

La publicité extérieure est l'une des nombreuses formes de publicité ou de communication. Souvent « hors-média » mais pas uniquement, elle se pratique surtout via les affiches, les enseignes (définies en France comme inscriptions, formes ou images apposées sur un immeuble et relatives à une activité qui s'y exerce), les pré-enseignes (inscriptions, formes logos ou images indiquant la proximité d'un immeuble où s'exerce une activité commerciale ; la pré-enseigne est un concept typiquement français qui n'a été introduit dans le droit que pour permettre une définition plus aisée de certaines dérogations (pour des « préenseignes dérogatoires »). Elles sont surtout  utilisées par les restaurateurs, hôteliers, stations-services, garagistes ou grandes surfaces (de façon non réglementaire pour ces dernières). On constate encore en 2009 « de nombreux abus ».
Des formes plus récentes apparaissent aujourd'hui, comme le DOOH (pour Digital Out-of-Home) en forte croissance et qui utilise les écrans numériques à l'extérieur (par exemple au sein des automates de retrait bancaire, de réservation, d'achat ou livraison de produits, ou de paiement d'autres services), afin de diffuser des messages très courts (souvent ciblés autour des services voisins normalement dispensés sur place et variant selon les horaires, mais parfois en identifiant les personnes qui les utilisent ou mesurant en continu la fréquentation des zones ciblées, sans même que ces personnes aient à utiliser leurs appareils mobiles personnels avec les filtrages qu'elles auraient pu installer dessus). D’autres formes de publicités extérieures existent, souvent plus discrètes ou temporaires, pour partie décrites plus bas.
La publicité extérieure est depuis le début du XXe siècle peu à peu devenue envahissante, surtout dans le paysage urbain, sur l'architecture commerciale (zones d'activité, zones commerciales...) et dans les périphéries urbaines où elle contribue au phénomène dit de pollution visuelle (dans les « entrées de villes » notamment). Son but est de capter l'attention de tous ou parfois d’un public spécifiquement visé (consommateur, utilisateur, usager, électeur, conducteur, fumeur, sportif, enfant, adolescent, adulte, etc.) pour l'inciter à adopter un comportement souhaité (achat d'un produit le plus souvent, ou vote pour une personnalité politique, etc.).
La publicité extérieure pose des questions éthiques car elle est imposée au citoyen qui peut difficilement y échapper, et en particulier aux enfants qui ne disposent pas d'une capacité à discriminer et analyser ces messages. Elle pose aussi des questions d'éthique environnementale car elle influe de plus en plus sur les paysages (urbains et périurbains notamment ; de jour comme de nuit).
En France, la loi interdit théoriquement l’affichage hors des agglomérations, mais cette loi est mal respectée et les préenseignes dérogatoires se sont fortement multipliées. À la suite du Grenelle de l'environnement qui souhaite mieux encadrer et limiter les impacts de la publicité extérieure sur l'environnement, un rapport fait en juin 2009 un point sur la question. Ce rapport propose notamment de renforcer le rôle de la commune (avec une enquête publique sur le règlement local) et de limiter la publicité autour des écoles, de réduire la publicité lumineuse (pour économiser l'énergie et diminuer la pollution lumineuse) en instituant aussi des  « espaces de tranquillité » sans publicité et en recommandant une vigilance accrue à propos des impacts avérés ou potentiels des nouveaux moyens technologiques de publicité.
L'affichage extérieur est en 2009, plus présent en France que dans les autres pays industrialisés (3,3 % aux États-Unis, 2,4 % en Italie, 4,7 % en Allemagne et 5,7 % en Grande-Bretagne en 2001) et que dans les pays européens riverains, générant un chiffres d'affaires en croissance constante (274 millions d’euros en 1980, 1,085 milliard en 2006), bien que la part de ce secteur se soit réduite dans le marché publicitaire français (14 % en 1980 pour 14,8 % en 1998, et 11,9 % en 2007.

## Histoire
La publicité extérieure est sans doute née dans l'Antiquité, avec le commerce et la religion, sous la forme des signes, hiéroglyphes, enseignes et autres annonces criées sur l'agora, les marchés et les champs de foire.
Michel Serres cite comme ancêtre de la marque, le nom de certaines prostituées qui, dans l'Antiquité, était gravé de manière inversée sous leurs semelles de sandales, de manière à en laisser l'empreinte dans le sable, empreinte qui permettait qu'on en suive facilement les traces.
Bien après le Moyen Âge, le commerce a su se saisir de l'invention de la typographie et de l'imprimerie pour donner un poids nouveau à l'affichage, après une phase de plusieurs siècles où il n'a pratiquement été utilisé que pour les annonces légales. Puis l'activité commerciale cherchera à renforcer les messages publicitaires en les rendant omniprésents et en cherchant de plus en plus à pénétrer la sphère privée, via les journaux puis les médias audiovisuels, dans la maison puis dans la rue et dans les moyens de transports collectifs.
La publicité extérieure s'affiche maintenant sur le bâti, et tout particulièrement dans les lieux de passage, d'achat et de circulation (y compris souterraine, dans le métro par exemple) et sur un mobilier urbain qui lui est destiné.
Dans certains cas, l'intrusion dans la sphère publique est sonore ; plus ou moins légalement dans la rue et dans certains lieux publics avec des messages diffusés par haut-parleur. Ces messages sont soit choisis ou produits par l'opérateur (lors d'une quinzaine commerciale, d'un festival, meeting, d'une manifestation sportive par exemple), soit diffusé aléatoirement par une radio jouant le rôle de fond sonore.
Selon un rapport de mission parlementaire de 2009 ayant porté sur la publicité en agglomération, les enseignes d'entrées de ville et les préenseignes dérogatoires (ou illégales) hors agglomération, les professionnels de la publicité extérieure affirment que leur parc de dispositifs publicitaires a diminué depuis les années 1995 et suivantes en raison, selon eux, du contexte économique difficile avec même, à la suite de la crise financière puis économique de 2008, une baisse de 20 % de leur chiffre d’affaires depuis le début de l’année 2009. Mais les associations interrogées estiment que cette baisse de 20 % du chiffre d’affaires n’est pas due à une réduction de 20 % du nombre de dispositifs, et le rapport souligne qu'au contraire « Les trois quarts de la population française estimeraient que la pression publicitaire est devenue trop importante ». Selon ce même rapport, Professionnels et associations se rejoignent sur le constat que « la loi actuelle sur la publicité, les enseignes et les préenseignes est insuffisamment appliquée ».

## Mobilier urbain et bâti support de publicité
Les colonnes Morris, les gares, les aérogares, les couloirs de station de métro, les abribus, les bords d'axes routiers, certains parkings, carrefours sont devenus des supports de publicité commerciale ou institutionnelle. Les véhicules publicitaires ont l'avantage de la mobilité et peuvent être présents en accompagnement d'évènements ponctuels.
La fonction première des abribus est presque devenu celle de présenter des publicités, depuis l’accord entre JCDecaux et les mairies. En effet, en échange de la subvention et installation de ce type de mobilier urbain, l’entreprise a la possibilité de construire et de designer l’objet de manière à optimiser la mise en avant d’un produit. L’intérêt public de pouvoir s’asseoir et attendre le bus est relégué au second plan derrière cela. Le mobilier urbain prend progressivement une autre fonction, et se modernise pour valoriser au mieux la publicité. Ainsi, les légendaires colonnes Morris et les kiosques à journaux sont aujourd’hui pourvues de systèmes d’éclairage qui se déclenchent à la tombée de la nuit. La publicité, en prenant pour support ce mobilier urbain créer une ambiguïté dans le statut de l’espace considéré. Il est possible pour une entreprise privée d’agir directement sur l’espace public et de modifier l’usage premier de certains objets pour mettre en valeur un produit. Le mobilier urbain fait donc en même temps partie du domaine public et privé.

## Interactions entre la ville et la publicité extérieure

### Paysage urbain et publicité
Bien que souvent oubliés derrière les questions environnementales et de surconsommation, la publicité extérieure soulève également des enjeux urbains. Indiscutablement, celle-ci participe du paysage de la ville que l’on soit pour ou contre sa prégnance. L’affichage offre un marché stable à la publicité ou le produit est nécessairement visible et vu par les passants, y échapper relève du défi. Pour s’assurer de cela, les entrepreneurs font usage de technologies lumineuses, de grands formats d’affiche et multiplient les supports. La publicité extérieure n’a pas vocation à être discrète, l’affichiste française Raymond Savignac parle même d’ « allure tapageuse et provocante » qui ferait son charme et style. Contrairement aux composantes habituelles d’un paysage, qui cherche à se fondre dans la composition déjà établie, la publicité par essence s’affirme largement, accapare presque l’espace urbain. Pour certains, elle ne contribue pas à un nouveau paysage de la ville mais dénature celui qui existait auparavant par des nuisances, pollutions et invitations à la surconsommation. D’autres cependant la perçoivent positivement, y voient un aspect esthétique, un éblouissement. À Times square, l’affichage est une composante majeure de l’attractivité du lieu, connu et touristique pour cela. En France, fort est à supposer que ce genre d’espace ne serait pas accepté. La publicité française est réglementée par des instances environnementales et non paysagères, à la différence de la Belgique, qui impose son insertion dans une construction harmonieuse du paysage.

### Publicité lumineuse
La valorisation de la publicité comme curiosité touristique est plus largement faite dans les villes verticales, aux nombreux gratte-ciel. Elle s’insère plus aisément dans ce décor, elle peut se faire sur de plus grands formats et les écrans se fondent peut-être mieux dans la matière des immeubles. La publicité peut se réaliser dans toute son essence. À l’inverse, dans une ville où l’architecture est plus ancienne, aux vieux bâtiments, parfois historiques ou classés, l’affichage lumineux peut sembler être en décalage avec le paysage urbain. Les enjeux dans ces cas de figure pourraient être de songer à la façon dont l’espace est perçu, et éventuellement d’adapter la publicité à son environnement.
La publicité lumineuse recouvre également un aspect festif, en particulier durant les périodes hivernales. Elle participe à l’éclairage de la ville et donne des couleurs vives au paysage. Une avenue avec des vitrines allumées au beau milieu de la nuit a son charme, malgré l’impact écologique. Cela confère une impression de vie nocturne, d’une culture de la nuit associée à l’idée de ville dynamique. C’est d’ailleurs l’un des gaps ressentis entre villages et bourgs où les boutiques s’éteignent tôt et les métropoles dans lequel tout demeure lumineux. La publicité lumineuse par l’impression de vitalité qu’elle génère, participe d’une représentation d’une nuit plus sûre, loin des ruelles sombres à l’éclairage faible, et des nouvelles de Barbey d’Aurevilly. En cela, elle poursuit aussi la déconstruction des mythes liés à la nuit.

### Paysage économique
La publicité tend aussi à s’adapter à la société qui l’entoure. Une société du libre-échange, de la mondialisation, les produits présentés viennent de lieux variables à travers le monde, « un ordre cosmopolite qui perçoit l’étranger comme un partenaire commercial ». Le paysage qui se dessine est celui qui est censé représenter au mieux les pratiques de consommation de la société, avec des technologies avancées pour support et une grande présence dans la ville.

### Image et imaginaire de la ville à travers la publicité
L’affichage et le contenu d’une publicité produisent également une représentation de la ville comme  la petite robe noire qui donne à voir un Paris fantasmé et fictif. Une publicité peut influer sur l’image d’un espace urbain et même aider à la reconstruction d’une réputation, l’a rendre plus attractive, lui donner de la visibilité. Ainsi, grâce au marketing territorial, une ville en reconversion peut mettre l’accent sur ses loisirs pour redorer son image ou un bourg oublié pourra faire valoir ses atouts. Par ailleurs, alors que la représentation classique de la publicité dans l’espace est celle de la multiplicité des panneaux et réclames qui fragmentent le paysage, elle peut aussi être agent de sa reconstruction. Certaines affiches ont laissé voir un produit dans l’espace comme la publicité pour Tetris en 1980 qui s’amusait avec les espaces entre la skyline des gratte-ciels de Séoul, comme si les blocs du jeu venaient s’y nicher. En regardant ce lieu au quotidien, les habitants pensent à Tetris, cela devient une interface directe de mise en valeur du produit. La publicité fantasme également le  produit comme acteur de la modification du paysage urbain. Tourtel twist met en scène en 2015 l’idée d’un rapprochement soudain des immeubles autour de leur boisson. L’espace produit est uni, efface la fragmentation urbaine. Il arrive également qu’une affiche recouvre tout un lieu, des reliefs et aspérités des immeubles jusqu’aux trottoirs. La publicité peut produire de la continuité, des liens se tissent entre différentes affiches qui regroupent des individus dans une même sphère de consommateurs et pratiques sociales.

### Standardisation du paysage
L’écueil de l’omniprésence de la publicité dans l’espace urbain est la standardisation menaçante du paysage. Les métropoles avec la mondialisation ont adopté des habitudes de consommation similaires à travers le monde et voient donc les mêmes publicités pour les mêmes produits. Ces villes ont toutes des avenues marchandes semblables, avec des enseignes et magasins identiques. Les paysages urbains tendent à se ressembler de plus en plus  ce qui pose le problème d’une uniformisation des cultures et mœurs et de la disparition des identités locales.

## Par pays

### Allemagne
La législation allemande n'est pas fédérale mais relève des Länder qui l’imposent notamment via le code allemand de la construction. Tout dispositif publicitaire nécessite une autorisation de la commune et une taxe d’un montant défini localement. En centre-ville, ils doivent s’intégrer dans le paysage urbain. En zones habitées, seule la publicité posée sur les bâtiments industriels est autorisée (avec quelques dérogations pour des événements particuliers et ponctuels).
La publicité est interdite dans les milieux naturels et zones peu peuplées.

### Italie
Des règles nationales et locales coexistent selon les zones concernées ; la commune  décide des conditions d’installation de l’affichage et chaque panneau est soumis à autorisation et taxation (montant variable selon nature, taille et position du support).
Le code de la route italien en fixe les règles le long des axes routiers hors des zones habitées où la publicité y est interdite notamment quand elle est source de danger pour les usagers de la route. Le propriétaire de la voie (État, région, commune…) fixe les règles pour les supports publicitaires. Tout affichage est interdit dans les secteurs protégés et sur les routes qui y conduisent.

### Royaume-Uni
La loi sur l’urbanisme de 1990 et un règlement de 2007 relatif au contrôle de la publicité en fixent les règles, avec localement, les conseils des collectivités territoriales et, sur le terrain, sous le contrôle des commissions de l’urbanisme de ces collectivités. Trois types d’affichage nécessitent trois niveaux d’autorisation différents : sans autorisation, avec dépôt obligatoire d’un dossier déclaratif, ou autorisation expresse avec taxe selon le type d’affichage. Les amendes ne dépassent pas 2 700 euros.

### France

#### Réglementations
Enseignes, affichage et communication sonore publicitaires relèvent de plusieurs législations, concernant d'une part les libertés publiques (opinion, propriété, commerce et industrie), et d'autre part l'économie et l'environnement et le cadre de vie qu'elles affectent conjointement et avec des intérêts et enjeux divergents.
Le droit de la publicité et le droit de l'affichage ne coïncident pas juridiquement : 
- Avant la loi du 29 juillet 1881, l'affichage extérieur était a priori une « activité séditieuse » nécessitant toujours une autorisation du roi, et une relecture du contenu par la censure (sauf si l'État ou le roi lui-même en était à l'origine).
- La Révolution française fut suivie de la loi des 16 et 24 août 1790, et d'un arrêt de la Cour de cassation qui, à partir de 1847, soumet en principe tout affichage à autorisation du maire. La jurisprudence sera consacrée par un décret de 1852.
- La loi du 29 juillet 1881 sur la presse (article 68) offre à l'affichage un vaste espace de liberté en considérant le consentement du propriétaire d'un support à l'affichage présumé acquis si ce dernier n'a pas fait peindre sur son mur la formule « Défense d'afficher ».
- Après une période d'invasion anarchique des affiches et enseignes publicitaires, les lois du 27 janvier 1902 autorisent les maires et préfets à interdire l'affichage sur tous monuments et édifices à caractère artistique.
- Une loi du 20 avril 1910 interdit ensuite tout affichage sur les monuments et sites classés. Elle permet au préfet de délimiter un périmètre élargi autour de ces derniers où existe une zone d'interdiction affichage.
- En 1924, une loi[11] interdit les « panneaux réclame » dans les stations thermales, balnéaires et touristiques.
- Un décret-loi du 30 octobre 1935 introduit explicitement la notion d'enseigne, mais en cherchant à protéger les supports les plus remarquables (murs, portes..) et non les paysages ou le cadre de vie.
- Une loi no 217 du 12 avril 1943 cherche pour la première fois à concilier la liberté d'affichage et la protection esthétique des villes ou sites et monuments. Elle autorise le préfet à édicter des règles locales de publicité, sur des bases esthétiques, et interdit toute publicité de plus de 3 m2 sur support existant hors agglomération, tout en autorisant des « préenseignes » de 1,5 m2 pour les garages, hôtels, stations-services et restaurants. Les poursuites possibles sont uniquement pénales, ce qui rendra la loi peu et mal appliquée, le juge pénal classant souvent les plaintes sans suites.
- Une loi no 79-1150 du 29 décembre 1979, préparée sous l'égide de Michel d'Ornano (ministre de l'Environnement), relative « à la publicité, aux enseignes et aux préenseignes », est promulguée pour tenter de remédier à la faible application du texte de 1943. Une de ses versions prévoyait, pour le mobilier urbain, que les contrats d'exploitation ne puissent dépasser 10 ans afin pour pouvoir les renégocier ensuite. La publicité étant une source de revenus pour ceux qui l'autorisent, elle reste difficile à contrôler et à limiter, malgré les efforts des CAUE (Conseil d'architecture, d'urbanisme et d'environnement) et des parcs naturels régionaux qui sont souvent les premiers à tenter d'en mesurer puis réguler le développement anarchique. Cette loi n'a été modifiée qu’une seule fois (par la loi Barnier du 2 février 1995 pour introduire une « déclaration préalable ») avant d’être codifiée par ordonnance du 18 septembre 2000 pour constituer le chapitre premier du titre VIII « Protection du cadre de vie » (art L581-1 à L581-45) au sein du livre V « Prévention des pollutions, des risques et des nuisances » du code de l’environnement.

L’application de cette loi n’est évaluée au niveau national que depuis 1999 (par des enquêtes confiées aux préfets par le ministère chargé de l’environnement. Ainsi en 2007, 1335 règlements locaux (dont 62 intercommunaux) existaient pour 36 000 communes ; c’est 7,75 % de plus qu'en 2006 et ces règlements étant souvent pris par de grandes villes. Il y a environ 27,7 millions d'habitants (47 % de la population) qui étaient concernés  par un règlement local de publicité.
- Signalisation routière. Elle s'approche parfois de la publicité ; une Signalisation d’Information Locale (SIL) a été créée (arrêté du 11 février 2008) et le Centre d’études sur les réseaux, les transports, l’urbanisme et les constructions publiques (CERTU) a réalisé avec la Délégation à la Sécurité et à la Circulation Routière du MEEDDAT un guide méthodologique à ce propos.

Malgré la possibilité donnée aux maires, sous le contrôle du préfet, (possibilité confirmée par la jurisprudence) d’édicter un règlement local plus restrictif que la réglementation nationale (concernant par exemple la hauteur et la surface des affichages, l'interdiction en certains lieux tels qu'entrées de ville, centres historiques et même dans des espaces urbains sans architecture ni patrimoine remarquable), et malgré plusieurs décrets d’application en 1980-82 et 1996, une modification de sa partie réglementaire codifiée par décret du 16 octobre 2007 (articles R 581-1 à R 581-88 du code)… et près de 10 circulaires dont la dernière date de juin 2008, le sentiment des Français est que la publicité extérieure a continué à se généraliser. Selon l’avis no 100 donné au nom de la commission des Affaires culturelles sur le projet de loi de finances 2009, le rapporteur pour avis dresse un bilan très mitigé de l’application de la loi de 1979 (par exemple, l’enquête de 2007 montre qu’en moyenne, par département, moins d’un demi-équivalent de temps plein d’agent était affecté à la gestion ou au suivi de la publicité. Les règlements locaux s'élaborent selon une procédure longue et minutieuse qui ne permet pas de produire un règlement intercommunal. Ils restent source de contentieux multiples et donc d’une « insécurité juridique » qui n’incite pas les maires à l’utiliser.
La publicité extérieure doit aussi théoriquement être conforme aux lois et arrêtés concernant :
- la protection de la jeunesse (loi du 16 juillet 1949) ;
- la santé publique (loi Evin) ;
- la sécurité routière (décret no 76-148 du 11 février 1976, intégré au code de la route à partir du 22 mars 2001 (art. R418-1 à R418-9), qui réglemente la publicité, les enseignes et les préenseignes dans ce cadre) ;
- le respect de la concurrence, et la non-atteinte aux bonnes mœurs ;
- la communication dans l'espace public, notamment redéfini par la loi Sapin de décembre 1992 qui a modifié le cadre légal de la communication, dont en imposant plus de transparence sur les marges faites - autrefois à l'insu de leurs clients - sur les achats d'espace publicitaires ;
- les règles de taxation des affiches et emplacements publicitaires (articles 2333 et suivants du code général de collectivités territoriales et article 55 de la loi de finances de 1981).
- Règlement local de publicité : La loi Grenelle II (2010) précise[14] qu'un  règlement local de publicité, public, annexé au plan local d'urbanisme (ou aux documents d’urbanisme en tenant lieu)  est « élaboré, révisé ou modifié conformément aux procédures d’élaboration, de révision ou de modification des plans locaux d'urbanisme (...), à l’exception des dispositions relatives à la procédure de modification simplifiée prévue par l’article L. 123-13 et des dispositions transitoires de l’article L. 123-19 du même code » et, le cas échéant, « les dispositions du règlement local de publicité doivent être compatibles avec les orientations de protection, de mise en valeur et de développement durable de la charte applicables à l’aire d’adhésion d’un parc national mentionnées au 2° du I de l’article L. 331-3 et avec les orientations et mesures de la charte d’un parc naturel régional mentionnées au II de l’article L. 333-1. ». Avant d'être adopté, le projet de règlement est soumis à enquête publique après avoir été arrêté par l’établissement public de coopération intercommunale ou la commune, et après avoir été soumis pour avis à la commission départementale compétente en matière de nature, de paysages et de sites (avis réputé favorable sans réponse dans un délai de 3 mois). La police de la publicité relève du préfet, ou du maire s'il existe un règlement local de publicité[15]. Un décret en Conseil d'État précise l'application de la loi[16].

En dépit de ces réglementations faites par le législateur, la publicité est majoritairement auto-régulée en France, avec notamment des structures d’autorégulations comme l’ARPP. L’ARPP, crée en 2008 des suites du Grenelle de l’environnement de 2007 est une structure composée d’acteurs publicitaires pouvant mettre en place des sanctions et devant produire des chartes déontologiques et des recommandations publicitaires. La publicité, bien qu’encadrée par l’état, est autorégulé par des institutions regroupant des pairs, et ce depuis la création du BVP en 1953. Si certains, comme l'ANPAA critiquent cette autorégulation comme étant corporatiste, d’autres la légitime pour des motifs pratiques et Historiques comme Jean-Pierre Teyssier, ex-président de l’ARPP.
À la fin du XXe siècle, alors que la société de consommation s'étendait, la diffusion de badges, pins, porte-clé, autocollants et autres objets publicitaires transportables a été un des modes de diffusion de messages publicitaires dans l'espace public. Ils ne sont pas clairement cadrés par la loi, pas plus que le shockvertising de plus en plus utilisé par les publicitaires, dans des campagnes parfois mondiales.
Le nombre de panneaux publicitaires numériques a augmenté de 16 % en France entre 2016 et 2017.
La loi portant lutte contre le dérèglement climatique, dite loi Climat-Résilience, est un texte législatif français promulgué le 22 août 2021. Ses dispositions sont inspirées des propositions de la Convention citoyenne pour le climat. Concernant la publicité, la loi contient six idées permettant de réguler la publicité.
Premièrement, l’interdiction de la publicité sur les pratiques et produits fortement polluants. La publicité pour les énergies fossiles sera interdite dès le second semestre 2022. Dès 2028, ce sera la publicité pour les véhicules les plus polluants qui sera également interdite, deux ans avant la fin de leur mise en vente. ( Art. L. 229-61.-I.)
Deuxièmement, la mise en valeur de l’impact environnemental des produits au sein de la publicité et de l'emballage, avec la mise en place d’une étiquette écologique. Il sera obligatoire d’indiquer l’impact climatique des produits dans les publicités, avec une application immédiate dans les secteurs de l’automobile et de l’électroménager. ( Art. L. 229-64.-I.)
Troisièmement : Les compétences en matière de police de la publicité sont exercées par le maire au nom de la commune. Il est possible pour le maire de réglementer les dispositifs publicitaires lumineux en vitrine via le règlement local de publicité. Les maires pourront réglementer les publicités lumineuses situées à l’intérieur des vitrines, et visibles depuis la rue (réglementation de la taille, de l’espace alloué, des horaires d’utilisation...). (Article 6 et art. L. 581-3-1)
Quatrièmement, le règlement local de publicité peut prévoir que les publicités lumineuses situées à l'intérieur des vitrines et destinées à être visibles d'une voie ouverte à la circulation publique respectent des prescriptions qu'il définit en matière d'horaires d'extinction, de surface, de consommation énergétique et de prévention des nuisances lumineuses.
Cinquièmement, la publicité tractée par avion est interdite.
Sixièmement, a titre expérimental et pour une durée de trois ans, la distribution à domicile d'imprimés à visée commerciale non adressés, lorsque ceux-ci ne sont pas demandés par l’habitant sur sa boite aux lettres, est interdite. Face au gaspillage massif de papier, jusqu’à 15 collectivités territoriales volontaires expérimenteront pendant 36 mois le dispositif « oui pub » : seuls les foyers ayant affiché sur leur boîte aux lettres cette étiquette recevront des imprimés. (Article 21)

#### Limites des réglementations
Les mesures de la loi climat et résilience concernant la publicité ont été critiquées. Sur les douze propositions que la Convention citoyenne sur le climat (CCC) avait formulées pour réguler la publicité, et que cette loi est supposée traduire en actes, deux ont été reprises en l’état par le gouvernement – l’interdiction des avions publicitaires et de la distribution forcée d’échantillons gratuits. Les autres ont toutes été soit modifiées et assouplies ou supprimées.
Le gouvernement propose de laisser aux maires le soin de décider ce qui est le mieux pour leurs administrés. Ils pourront ainsi réguler la présence des écrans publicitaires dans les vitrines de certains commerçants donnant sur la rue, et pour lesquels la réglementation actuelle reste floue. Les associations comme Paysages de France, RAP ou les Amis de la Terre s’inquiètent de possibles effets pervers d’un tel renforcement des pouvoirs du maire.
À propos des prospectus dans les boîtes aux lettres, d’un bannissement général, on est passé à une simple expérimentation reposant sur le principe du volontariat.
Hormis pour les énergies fossiles, tout repose sur une autorégulation, des « codes de bonne conduite » et des « engagements volontaires », par définition non contraignants, et aux effets très relatifs.
Le projet de loi propose d’instaurer un « contrat climat » établi entre les annonceurs, les publicitaires et le CSA, visant à adapter le contenu des messages aux exigences environnementales pour les marchandises les plus émettrices de gaz à effet de serre ou qui participent à la déforestation. Or, le député Matthieu Orphelin, membre du groupe Écologie démocratie solidarité, souligne « la régulation par les professionnels, cela ne marche pas. Il faut bien sûr qu’ils progressent de leur côté, mais en même temps, il faut aussi qu’ils acceptent la loi et la considèrent comme la voiture-balai pour rattraper les mauvais élèves »
Une autre limite de la loi climat et résilience est que dès la fin des travaux des conventionnels, en juin 2020, les représentants des industriels concernés par le projet de loi se sont lancés dans une vaste offensive pour détricoter le texte comme l’a démontré un rapport détaillé de l’Observatoire des multinationales. Matthieu Orphelin a déclaré : « Il y a eu un lobbying féroce contre les avancées [du CCC]. Résultat, la publicité est l’un des points du projet de loi où celui-ci est le moins ambitieux, et où la note des conventionnels à l’égard du gouvernement est la plus sévère [10% de satisfaits], alors que c’est un sujet majeur, qui touche au plus profond de notre modèle de société. »
D’après le FNE France nature environnement, de nombreuses organisations, mais aussi le Haut Conseil pour le Climat, le Conseil national de la transition écologique et le Conseil économique, social et environnemental ont affirmé que le projet de loi « Climat et résilience », discuté à l’Assemblée nationale, est très loin de l’ambition requise pour répondre à l’urgence écologique et atteindre les objectifs que la France s’est fixée.
Selon le FNE, le gouvernement a mis de côté ou considérablement amoindri les propositions concernant la réglementation de la publicité de la Convention citoyenne pour le climat que cette loi était censée reprendre. Par exemple, la Convention recommandait aussi l'interdiction de la publicité pour les produits les plus polluants. Le texte interdit celle pour les énergies fossiles.

#### Syndicat

Logo du Syndicat national de la publicité extérieure

Un syndicat professionnel représente depuis 1993 une quarantaine d’entreprises allant de TPE à des PME de taille nationale. Il s'agit du Syndicat national de la publicité extérieure (SNPE) dont le siège social est à Paris. Il agit pour la défense, la professionnalisation et la promotion de la publicité extérieure française.  

## Cas particuliers de publicités discrètes, nouvelles ou parfois déguisées?
L'espace public est également investi par des instituts de sondage et/ou par des opérateurs qui se font passer pour tels et font une publicité déguisée pour des produits, via des séances de dégustation publicitaire déguisées en études de marché. Les opérations de restauration de murs pignons, façades, murailles, quais, etc., ainsi que les échafaudages et autres bâches, sont souvent aussi des supports de publicité, de même que les camions, carlingues d’avion, les voiles de navires de course, etc.
Le téléphone portable ou l'ordinateur mobile connectés dans l'espace public à l'Internet sont de nouvelles cibles pour l'industrie de la publicité et les annonceurs, grâce à la possibilité de localiser géographiquement l'usager par son adresse IP ou l'emplacement du relais qui le met en communication avec le réseau téléphonique et Internet. Les spams et la téléphonie mobile (spots publicitaires sous forme de textos ou MMS) gagnent ainsi l'espace public.

### Rôle des agences
Certaines agences se sont plus ou moins spécialisé dans l'affichage extérieur, dans la plupart des pays. Elles travaillent souvent avec des centrales d'achat d'espace pour les annonceurs, et sont théoriquement limitées et contrôlées dans le cadre des lois. Dans un contexte oligopolistique, elles tendent à être rachetées par quelques grands acteurs de poids mondial.

### Public ciblé
C'est un public « captif », surtout urbain, ou celui qui vient en ville. L'affichage extérieur tend à être omniprésent dans les villes (sur les immeubles, sur les véhicules, sur les infrastructures (sportives y compris), et sur les gens eux-mêmes via les logos de marques ou messages affichés sur leurs vêtements.

### Hors médias

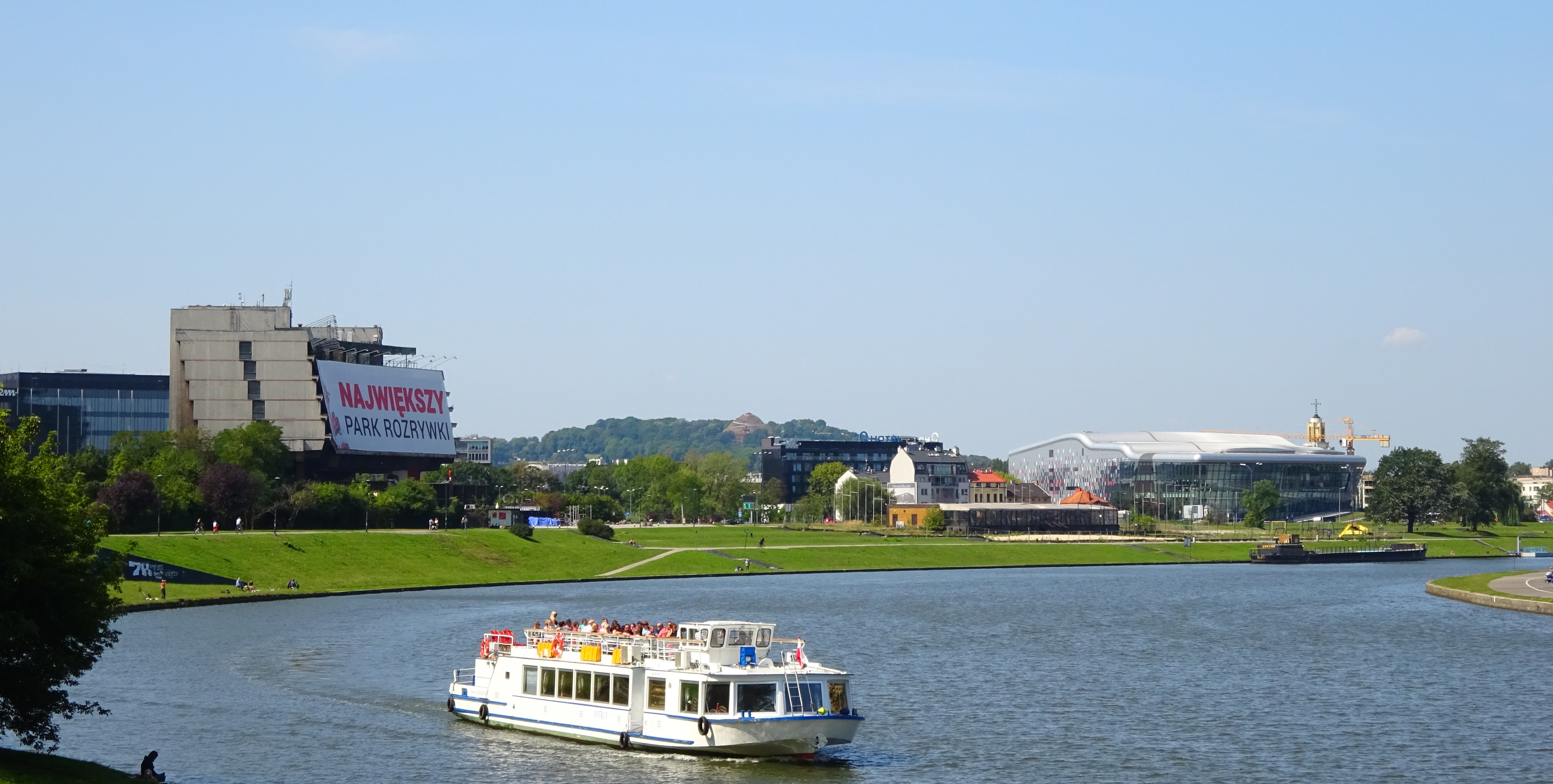
L'ancien Hotel Forum, à Cracovie (Pologne), aujourd'hui désaffecté, sert principalement de panneau d'affichage géant avec des publicités s'étalant sur toute la façade.

Les anciennes enseignes de magasin puis l'homme-sandwich ont été complétés par des affiches et panneaux lumineux ou enseignes lumineuses de toutes tailles, par des bannières véhiculées par les transports en commun et d'autres véhicules, ou parfois tirées par des avions. Les dépliants et journaux gratuits gagnent aussi le domaine public et lors de fêtes ou dans certains pays, des spots publicitaires radiophoniques sont diffusés par haut-parleur.
La publicité sur le lieu de vente ou devant le lieu de vente soutient la promotion des ventes en s'imposant aux passants. Le street marketing par des hommes-sandwich en est une des formes possibles.

Par le truchement d'une communication évènementielle, des sponsors et mécènes imposent souvent leurs logos ou leurs messages quand ils ont financé un salon, congrès, festival, convention, soirée festive, cocktail, remise de prix, etc. ou quand ils ont aidé une organisation non gouvernementale, voire un organisme public (partenariat public-privé), asseyant ainsi leur positionnement.
En 1989, le parrainage représentait 5 % des dépenses publicitaires en France (17 % en Italie). En France les fabricants de cigarettes ou de boissons alcoolisées cherchent à détourner les restrictions à la publicité concernant leurs produits en s'affichant dans les stades, abus que la loi Évin de 1991 entend réprimer.

## Impacts, critiques et opposition à la publicité extérieure
Le paysage (naturel ou urbain) et les lieux publics sont pour certains « un bien commun » qui pourrait ou devrait être protégé de la publicité, la liberté du publicitaire s'arrêtant à celle du consommateur qui souhaite pouvoir choisir de recevoir ou non un message publicitaire.
Les mouvements dits « antipubs » s’inquiètent de l’influence de l'omniprésence et du « matraquage publicitaire » notamment chez les enfants, et militent contre celui-ci. Ils critiquent le contenu et le contenant, dénoncent les abus et vont jusqu'à en questionner l'existence. 
En France, un rapport sénatorial sur la publicité extérieure, les enseignes et pré-enseignes, concluant cinq mois de travaux, visait à rénover la réglementation française (qui date de 1979 et n'est pas toujours respectée, notamment par les enseignes et pré-enseignes) et mieux lutter contre la pollution visuelle induite par la publicité, mais il a déçu les associations environnementales,.
L'ONG Paysages de France déplore des mesures insuffisantes, la suggestion de confier le pouvoir de surveillance et de régulation aux maires (Cf. possibles conflits d’intérêt dans les petites communes), la persistance des grands panneaux sur pied (jusqu'à 12 m)... Le Conseil National du paysage doit donner un avis sur les propositions du rapport en juillet 2009, avant que d'éventuelles dispositions soient intégrées dans le projet de loi «Grenelle II».
Des associations comme Paysages de France cherchent à limiter l’extension de la publicité au-delà de ce qui est permis par la loi, soit par le lobbying auprès des autorités, soit en passant directement en justice. Des actions sont menées par des groupes comme Résistance à l'agression publicitaire, avec le lobbying, ou Paysages de France, avec des poursuites en justice, qui visent à modifier les comportements ou la législation.

### Critique écologique
La critique écologique de la publicité porte sur :
- son empreinte écologique directe (consommation d'espace et de matériaux, refus de laisser pousser la nature devant les enseignes..) ;
- l'influence directe ou indirecte du message publicitaire sur la consommation, contribuant à l'augmentation de l'empreinte écologique du développement socio-industriel. Les écologistes et altermondialistes reprochent à la publicité d'inciter à la consommation sans prendre en compte les impacts environnementaux qu'elle génère ;
- certains impacts directs et secondaires sur l'environnement (prospectus et sacs plastiques gaspillés et abandonnés dans la nature, dépenses de papier et d'énergie, pollution visuelle ou sonore, pollution lumineuse, etc.).

En France : Des ONG dont la coalition Alliance pour la planète, lors du Grenelle de l’environnement, ont pointé en 2007 que les contenus des messages publicitaires ne font pas l’objet d’analyses de leurs impacts par le système d’autorégulation du Bureau de vérification de la publicité, même si les bonnes pratiques qu’il promeut refusent l'argumentation trompeuse et les fausses raisons environnementales de vendre, ou les représentations contraires aux objectifs du développement durable. La publicité a sciemment contourné la loi Lalonde de 1991 qui interdisait de présenter des véhicules circulant en pleine nature française, en allant les photographier ou filmer dans les paysages sauvages d'Islande, de Nouvelle-Zélande ou dans les déserts américains. Le BVP a, en octobre 2007, dans le cadre du Grenelle encouragé les publicitaires à renoncer à ces pratiques et devrait, début avril 2008, proposer une Charte d'engagement et d'objectifs pour une publicité éco-responsable, appuyée sur un organisme de veille incluant des professionnels et représentants d'ONG environnementales, d'associations de défenses des consommateurs pour co-réguler le marché publicitaire.
En France, en 2008, la fédération France Nature Environnement (FNE) demande que la publicité incitant à la « délinquance environnementale » et le greenwashing soient contrés par plus de transparence et par des critères socio-environnementaux dans la vérification, ainsi que par une certification environnementale crédible et reconnue, avec des sanctions pour les contrevenants.
Un second axe de critique pointe l'impact direct de la publicité sur l'environnement : consommation de ressources (papier, énergie) et pollutions sonores et visuelles notamment.
Un panneau publicitaire numérique représente l'équivalent de la consommation d'électricité de trois familles.

## Illégalités
En France, à titre d'exemple, depuis la loi de 1979 la situation se présente ainsi.
- Plus de 1 500 jugements et arrêts de tribunaux administratifs ont été rendus sur l'affichage extérieur, ainsi que par des cours administratives d’appel et par le Conseil d’État :

Dans les années 2000, environ 120 décisions annuelles montraient une faiblesse ou une mauvaise mise en œuvre de la législation.
- La nature des recours évolue (ce sont d'abord, et de plus en plus souvent, des erreurs de procédure lors de la constitution des groupes de travail chargés d’élaborer la réglementation locale) et des recours indemnitaires par les afficheurs à la suite d'annulations d’arrêtés de mise en demeure deviennent plus courants.
- Les recours concernent de fortes sommes d'argent, avec une augmentation marquée des contentieux initiés par les associations de protection de l’environnement, entraînant des condamnations de l’État pour son inaction ou son retard à agir, donnant parfois lieu à des dommages et intérêts.

## Réponses
En France, pour limiter le gaspillage de papier, le ministère de l'Écologie, de l'Énergie, du Développement durable et de la Mer a édité dans les années 2000 un autocollant « Pas de publicité S.V.P. » pour les boîtes aux lettres, mais aucune loi ne protège (en 2008) le consommateur contre la répétition d'un même message plusieurs dizaines de fois dans la semaine, à moins de tenter de s'appuyer sur une plainte pour harcèlement. Un Conseil national du paysage (CNP), consultatif et placé sous l'autorité du ministre de l'Écologie, de l'Énergie, du Développement durable et de la Mer, accompagne l'État pour définir, mettre en œuvre et évaluer la politique des paysages ainsi que de la Convention européenne du paysage. Sa composition a été le 20 novembre 2008 modifiée selon le principe d'une meilleure représentativité de la société civile (méthode du Grenelle de l'environnement). Il a en 2009 pour mission de travailler sur trois thèmes (publicité et entrées de ville, paysages et énergie, biodiversité et paysages), pour notamment préparer la loi « Grenelle 2 ».
En décembre 2017, pour créer une publicité plus écologique, le gouvernement français annonçait l’expérimentation de la publicité sur le trottoir, pendant un an et demi, par trois villes test : Nantes, Bordeaux et Lyon. Ces publicités au sol constitueraient une nouvelle façon d'attirer l'œil du consommateur et se veulent, d’après Biodegr'AD, la start-up lyonnaise qui a poussé le décret, "écologique", et "plus accessibles pour les petits commerçants". Dans le Journal officiel du 22 décembre 2017, le décret encadre strictement ces marquages. Biodégradables et éphémères, ils doivent être réalisés à la craie, avec de l'eau non potable ou des peintures biodégradables. Ils ne doivent pas dépasser 2,5 mètres carrés, être éloignés les uns des autres d'au moins 80 mètres et disparaître au bout de dix jours. Cependant, plusieurs se sont opposés à cette décision du gouvernement, comme Résistance Action publicitaire, qui dénoncent un "matraquage" et font remarquer que ce décret, signé par trois ministres, dérogeait au code de l'Environnement et au code de la route. Les villes de Bordeaux et Nantes s’y sont également opposées. La ville de Nantes a publié un communiqué s’opposant à cette décision qui induirait une "pollution visuelle inutile”.
L’expérimentation a été suspendue car l’adoption du décret "n'avait pas été précédé d’une concertation suffisante avec les agglomérations concernées''.  Néanmoins, Guillaume Pâris de la Bollardière, directeur de Biodegr'AD, explique qu’il s’y attendait. Il déclare : " Je ne suis pas étonné. [...]Mais au moins, il y aura un débat, et c’est ce que je voulais. »
Les publicitaires et les médias mettent en avant dans les années 2000 le développement durable. Mais, selon une étude, publiée en mars 2008, du ministère de l'Écologie français, sur 57 grandes entreprises interrogées, seules 13 (22 %) respectaient les Nouvelles régulations économiques dans leur bilan 2006, alors que ces régulations, adoptées en 2001, leur imposaient depuis de publier des informations environnementales. « Les sociétés de publicité sont particulièrement peu exemplaires ». Havas et Publicis n’ont, en 2006, pas rempli une seule des trente-cinq rubriques environnementales concernant la consommation d’énergie, d’eau, la production de déchets, émissions de polluants, etc.
À noter que depuis le 13 juillet 2015, certaines pré-enseignes dérogatoires, admises auparavant par le Code de l'environnement, doivent être déposées (décret du 30 janvier 2012) : il s'agit de celles relatives à l' activité de restauration, d'hôtellerie, de garage ou de station service de carburant, aux activités liées à des services publics ou d’urgence, hôpitaux, cliniques, pharmacies et aux activités s’exerçant en retrait de la voie publique. Les activités concernées peuvent être portées sur la Signalisation d'Information Locales, Cf. 3.4.1.
Des actions illégales de défense de l'espace public contre la publicité ont eu lieu, conduisant à des poursuites et des procès (destruction d’affiches et du détournement des messages publicitaires, dans le métro à Paris notamment, à la manière des membres de l'Internationale situationniste dans les années 1960). Marseille, Montpellier, Grenoble, Lyon, Clermont-Ferrand et Toulouse, la Belgique ont été le théâtre de telles actions.

#### Livres pédagogiques
- Jacques Lendrevie, Arnaud de Baynast, avec la collaboration de Catherine Emprin, Publicitor - La communication 360°, Dunod, 2008 Site Publicitor
- Joannis & de Barnier, De la stratégie marketing à la création publicitaire, Dunod, 2005
- Malaval & Décaudin, Pentacom : communication, théorie et pratique

#### Analyses socio-politiques
- Edward Bernays, Propaganda ou Comment manipuler l'opinion en démocratie
- Jean-Marie Dru, La Publicité autrement
- Philippe Michel, Anne Thévenet-Abitbol, C'est quoi l'idée ? Création, publicité et société de consommation
- Olivier Reboul, Le slogan, PUF, 1975
- Bernard Cathelat, Publicité et société, Payot, 2001

#### Pamphlets ou ouvrages antipub
- Marie Bénilde, On achète bien les cerveaux : la publicité et les médias
- Naomi Klein, No Logo
- Vance Packard, La Persuasion clandestine (The Hidden Persuaders)
- Claude Cossette, La Publicité, déchet culturel
- Hans-Jürgen Tast: Immer mit einem Lächeln auf den Lippen! Die bunte Fotoflut im Straßenbild., Kulleraugen Vis.Komm. Nr. 43, Schellerten 2013,  (ISBN 978-3-88842-043-6)

#### Ouvrages écrits par des publicitaires
- Marcel Bleustein-Blanchet, La Nostalgie du futur
- Jacques Séguéla, Ne dites pas à ma mère que je suis dans la publicité elle me croit pianiste dans un bordel
- Joe La Pompe, Nouveau ?, les meilleurs plagiats publicitaires